# Jørgen Lond
Jørgen Lond (født 1941) er en tidligere dansk atlet, som løb for GKI og fra 1968 Holte IF.

## Danske mesterskaber
- Bronze 1968 400 meter hæk 54,5
- Sølv 1967 400 meter hæk 53,5
- Guld 1966 400 meter hæk 54,0

## Personlige rekorder
- 400 meter hæk: 53,3 1965